# ゲット・アップ、スタンド・アップ
「ゲット・アップ、スタンド・アップ」（Get Up, Stand Up）は、ボブ・マーリーとピーター・トッシュが作詞作曲し、ザ・ウェイラーズが1973年に発表した楽曲。 

## 概要
ボブ・マーリーの当時の恋人のエスター・アンダーソン（Esther Anderson）によれば、ザ・ウェイラーズがツアーでハイチを訪れた際、マーリーは貧困のすさまじさと人々の暮らしぶりに衝撃を受け、本作品を書いたとされる。3番目のヴァースはピーター・トッシュによって書かれ、トッシュ自身が歌った。コーラスのメロディは、マーリーが常から賞賛していたウォーの「Slippin' into Darkness」（1971年）の伴奏のフックの引用である。
1973年春、ジャマイカのキングストンのハリー・J・スタジオでレコーディングは行われた。プロデューサーはウェイラーズ自身が務めた。同年4月にアルバム『キャッチ・ア・ファイア』が発売され、グループはアルバムのプロモーションのためのツアーに発った。その間、クリス・ブラックウェルはロンドンのアイランド・レコードのベイシング・ストリート・スタジオでオーバーダビングし、リミックスした。
同年9月14日、イギリスでシングルとして発売された。B面はアルバム『キャッチ・ア・ファイア』収録の「スレイヴ・ドライヴァー」。シングルはオランダで33位を記録した。10月19日に発売されたアルバム『バーニン』に収録された。

## メンバーによるバージョン
- ボブ・マーリー&ザ・ウェイラーズ
  - 1975年12月発売のライブ・アルバム『ライヴ!』に収録された。
  - 2003年発売のライブ・アルバム『Live at the Roxy』に収録された。1976年5月26日に米国のウェスト・ハリウッドで行われたコンサートの音源。
- ピーター・トッシュ - 1977年のアルバム『Equal Rights』に収録された。
- バニー・ウェイラー - 1977年のアルバム『Protest』に収録された。

## カバー・バージョン
- 1988年に行われたアムネスティ・インターナショナル・ヒューマン・ライツ・コンサートで、ブルース・スプリングスティーン、スティング、ピーター・ガブリエル、トレイシー・チャップマン、ユッスー・ンドゥールらは共にステージに立ち、本作品を歌った[5]。
- ローリング・ストーンズ - 2007年に発売されたコンサートDVD『The Biggest Bang』に収録された。2005年のトロント公演[6]。
- スペシャルズ - 2021年のアルバム『Protest Songs 1924–2012』に収録。